# Sakina Abdou

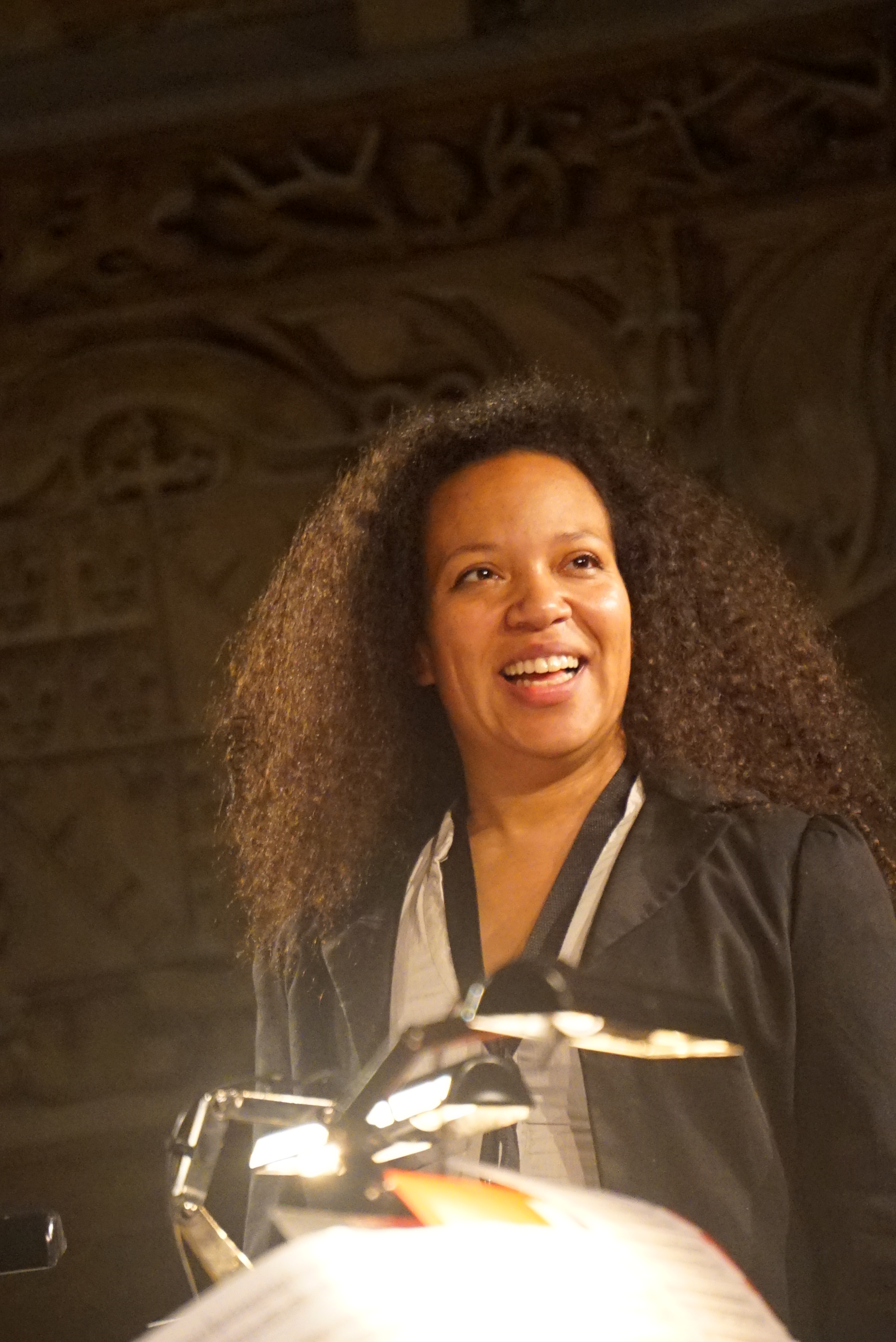
Sakina Abdou (2017)

Sakina Abdou (* 1984 in Lille) ist eine französische Jazz- und Improvisationsmusikerin (Alt- und Tenorsaxophon, Blockflöte, Komposition), die sich in frei improvisierten und zeitgenössischen klassischen Projekten gleichermaßen betätigt.

## Leben und Wirken
Abdou ist seit 1998 in der Musikszene von Lille tätig und beschäftigt sich seitdem mit freier Improvisation und experimenteller Musik innerhalb des Orchesters „La Pieuvre“ unter der Leitung von Olivier Benoît und in verschiedenen Formationen des „Zone Libre“-Kollektiv. Parallel dazu studierte sie Blockflöte (Alte/Zeitgenössische Musik), Saxophon (Klassik/Zeitgenössische Musik/Jazz), Bildende Kunst und Pädagogik. 2012 gründete sie mit Jean-Baptiste Rubin das Saxophon-Duo Bi-Ki?, das den Klangraum sowohl akustisch als auch verstärkt erkundet. Sie arbeiten gemeinsam mit Jean-Luc Guionnet zusammen (Album Quelque choose au milieu, LX/Becoq, 2016) und mit Simon Henocq durch Arbeitsaufenthalte vor Ort, die musikalische Formen am Rande von Konzert, Klanginstallation und Performance hervorbringen. Des Weiteren arbeitete sie interdisziplinär im Improvisationstrio Abdou Dang Orins, dem Maloya-Jazz-Quintett Grand Sorcier von Stéphane Hoareau, einem Duo mit Raymond Boni, der Musikshow „Phusis“ von Julien Tortora, den Werken von Charles Fourier gewidmet, sowie in Musikprogrammen mit den Ensembles Muzzix und Dedalus (Round the World of Sound, New World Records).
Im Laufe ihrer bisherigen Karriere hat Abdou zahlreiche Orchestererfahrungen gesammelt und wirkte in Vazytouille (Album 2010), in Camel Zekris „Cercle//Muzzix“, Eve Rissers „Red Desert Orchestra“ (Eurythmia), „Onze Heures Onze Orchestra“, „Orkeztra“ von Jérémie Ternoy und Kristof Hiriart, „Penséesrotatrices“ von Théo Girard, „TOC and the Compulsive Brass“, „Grand Orchestre de Muzzix“ und dem Orchester von François Ella-Meyé. Weiterhin arbeitete sie zusammen mit Künstlern wie Satoko Fujii, Guigou Chenevier, Michael Pisaro-Liu, Kasper Toeplitz, mit Art Zoyd und Anthony Pateras.
Ende 2022 legte Abdou das Soloalbum Goodbye Ground (Relative Pitch Records) vor, auf dem sie laut Peter Margasak (The Quietus) „erstaunlich erweiterte Techniken offenbart, [...] blendendes Überblasen entfesselt und eine prismatische Klangtiefe aktiviert“, um gleichzeitig Aspekte in ihr Spiel einzubringen, die sowohl an Lee Konitz als auch an Peter Brötzmann erinnern. Im Bereich des Jazz war sie laut Tom Lord zwischen 2010 und 2020 an sieben Aufnahmesessions beteiligt.

## Diskographische Hinweise
- Sakina Abdou/Barbara Dang/Peter Orins: Lescence/Gmatique (Circum Disc, 2018)[3]
- TOC & Dave Rempis: Closed for Safety Reasons (Circum Disc, 2020)
- Adoct: Ouvre-Glace (Circum Disc, 2021), mit Barbara Dang, Jeremie Ternoy, Ivann Cruz, Peter Orins